# Jorma Limmonen
Jorma Limmonen, född 29 september 1934 i Helsingfors, död 27 november 2012 i Helsingfors, var en finländsk boxare.
Limmonen blev olympisk bronsmedaljör i fjädervikt i boxning vid sommarspelen 1960 i Rom.